# Kanton Sillé-le-Guillaume
Kanton Sillé-le-Guillaume (fr. Canton de Sillé-le-Guillaume) je francouzský kanton v departementu Sarthe v regionu Pays de la Loire. Tvoří ho 10 obcí.

## Obce kantonu
- Crissé
- Le Grez
- Mont-Saint-Jean
- Neuvillette-en-Charnie
- Parennes
- Pezé-le-Robert
- Rouessé-Vassé
- Rouez
- Saint-Rémy-de-Sillé
- Sillé-le-Guillaume